# Langue hospitalière
Pour les articles homonymes, voir Langue (homonymie).

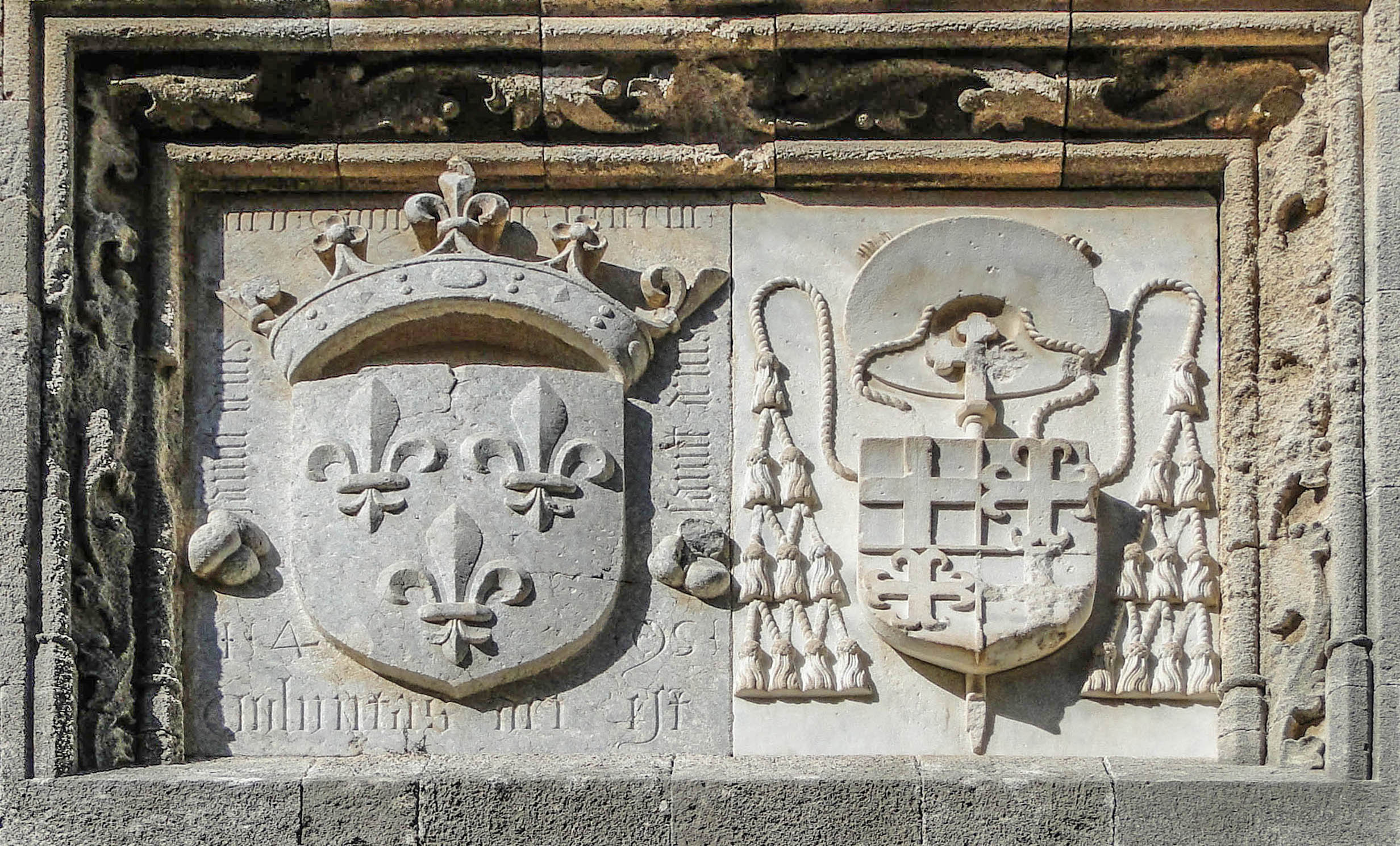
Blasons de la France (à gauche) et du Grand Maître Pierre d'Aubusson (à droite) sur l'Auberge de la langue de France sur la rue des Chevaliers à Rhodes, Grèce.

Une Langue hospitalière est une organisation administrative de l'ordre de Saint-Jean de Jérusalem. Elle regroupe les différents prieurés occidentaux de l'Ordre sous la responsabilité d'un chevalier expérimenté appelé « pilier ».

## Historique
Au XIIIe siècle, les commanderies hospitalières occidentales sont regroupées, sur un schéma territorial, sous la responsabilité d'un prieur provincial (quelquefois nommé grand prieur). Pour permettre une rentrée plus facile des responsions, L'Ordre crée la fonction de grand commandeur de l'Outre-mer avec responsabilité, devant le chapitre, du contrôle des prieurs et grands prieurs.
Dans la seconde moitié du XIIIe siècle, Il y a une première division des fonctions de grand commandeur d'Outre-mer, par la création de grands commandeurs territoriaux :
- grand commandeur de France ;
- grand commandeur d'Allemagne et d'Europe centrale ;
- grand commandeur d'Italie ;
- grand commandeur des royaumes d'Espagne.

Ces charges sont des charges personnelles et non institutionnelles.
C'est le grand maître Guillaume de Villaret qui finalise cette organisation administrative territoriale en institutionnalisant les Langues hospitalières par un décret capitulaire en 1301. Entre 1301 et 1304, il officialise les sept premières Langues :
- Langue de Provence avec deux prieurés ;
- Langue d'Auvergne avec un prieuré ;
- Langue de France avec trois prieurés ;
- Langue d'Espagne avec cinq prieurés ;
- Langue d'Italie avec sept prieurés ;
- Langue d'Allemagne avec cinq prieurés ;
- Langue d'Angleterre avec deux prieurés.

En 1462, le grand maître Piero Raimondo Zacosta divise la Langue d'Espagne en deux Langues : la Langue de Castille (avec le Portugal) et la Langue d'Aragon, faisant passer le nombre de Langues de sept à huit.
En 1540, Henri VIII fait disparaitre la Langue d'Angleterre en confisquant tous les biens de l'Ordre en Angleterre et en Irlande. L'Ordre continuera à faire vivre fictivement la Langue d'Angleterre en nommant des chevaliers anglais catholiques en exil comme prieur d'Angleterre.
En 1538, sept des commanderies du grand bailliage de Brandebourg de la Langue d'Allemagne embrassent la religion réformée et en 1648, le traité de Westphalie permet la séparation du grand bailliage de l'Ordre. C'est le grand bailliage de Brandebourg qui donnera naissance au Johanniterorden.
En 1781, l'électeur Maximilien-Emmanuel de Bavière donne les biens des Jésuites aux Hospitaliers et Emmanuel de Rohan-Polduc saisit l'occasion pour regrouper l'ancienne Langue d'Angleterre et le prieuré de Bavière dans la Langue anglo-bavaroise en 1784.

## Fonction
Le grand commandeur de l'Outre-mer, comme le grand précepteur, faisait partie du « Conseil ordinaire » du grand maître. Après la création des Langues, chaque « pilier » de la Langue fait partie du conseil avec un titre et des fonctions précises :
- le pilier de la Langue de Provence était grand commandeur ou grand précepteur. Il prenait rang après le grand maître et était chargé de la gestion financière et la logistique de l'Ordre ;
- le pilier de la Langue d'Auvergne était grand maréchal. Il était chargé des affaires militaires et commandait les troupes en campagne ;
- le pilier de la Langue de France était grand hospitalier. Il était responsable de l'hôpital et des soins donnés aux malades ;
- le pilier de la Langue d'Espagne était grand drapier. Il avait la charge de l'habillement des frères ;
- le pilier de la Langue d'Italie était grand amiral. Il avait sous sa responsabilité la marine de guerre de l'Ordre ;
- le pilier de la Langue d'Angleterre était turcoplier. Il commandait toutes les troupes auxiliaires qui combattaient auprès des chevaliers ;
- le pilier de la Langue d'Allemagne était grand bailli. Il était chargé de l'entretien et de l’élévation des fortifications.

Après la modification de 1462, le pilier de la Langue de Castille était grand chancelier, chargé des actes du Conseil, et celui de la Langue d'Aragon restait grand drapier. En 1784, les Langues d'Angleterre et d'Allemagne sont fusionnées en Langue anglo-bavaroise et la responsabilité est celle de grand bailli.